# Dawn Landes
Dawn Landes (Louisville, Kentucky, 1980. december 5. –) amerikai énekes, gitáros, dalszerző. Kentucky államból származik, sok évet töltött Brooklynban (New Yorkban).
Számos turnéja volt az Amerikai Egyesült Államokban, Európában és a világon. Olyan művészekkel osztotta meg a színpadot, mint Ray Lamontagne, Feist, Andrew Bird, José González, The Weakerthans, Midlake, Suzanne Vega, Sufjan Stevens.

## Diszkográfia
Albumok
- dawn's music (2005)
- Fireproof (2008)
- Sweetheart Rodeo (2010)
- Bluebird (2014)
- Meet Me at the River (2018)
- ROW (2020)

EP
- Straight Lines (2005)
- Two Three Four (2006)
- Mal Habillée (2012)
- Covers EP featuring Jim James (My Morning Jacket) (2014)
- Desert Songs EP with Piers Faccini (2016)
- My Tiny Twilight (2019)

## További információ
- Hivatalos oldal
- Dawn Landes a Facebookon
- Dawn Landes a PORT.hu-n (magyarul)
- Dawn Landes az Internet Movie Database-ben (angolul)
- Dawn Landes a Rotten Tomatoeson (angolul)